# Kupferzell
Kupferzell är en kommun och ort i Hohenlohekreis i regionen Heilbronn-Franken i Regierungsbezirk Stuttgart i förbundslandet Baden-Württemberg i Tyskland. De tidigare kommunerna Eschental, Feßbach, Kupferzell, Mangoldsall, Goggenbach och Westernach  bildade den nya kommunen Kupferzell 1 januari 1972.
Kommunen ingår i kommunalförbundet Hohenloher Ebene tillsammans med städerna Neuenstein och Waldenburg.